# Eduardas Kurskis
Eduardas Kurskis (ur. 17 października 1976 roku w Szawlach) – litewski piłkarz, występujący w klubie Heart of Midlothian. Jego pozycja na boisku to bramkarz.
Piłkarz swoją piłkarską karierę rozpoczął w roku 1995 w klubie z Kowna, FBK Kowno. Rok później został sprzedany do Kareda Šiauliai. Powrócił jednak do swojego poprzedniego klubu w roku 2000, gdzie grał przez siedem lat. W 2007 roku został wypożyczony do Hearts. W 2009 reprezentował barwy FK Smorgonie i Naftan Nowopołock. Od 2010 roku zawodnik klubu Szachcior Soligorsk/
W reprezentacji Litwy grał w latach 2002–2003. Wystąpił w sześciu spotkaniach.